# Crazy Stupid Love (canción)
«Crazy Stupid Love» es una canción grabada por  Cheryl , incluido en su cuarto disco  Only Human (2014). Es una colaboración con Tinie Tempah y está escrita por  Cheryl, Tempah, Wayne Wilkins, Heidi Rojas, el grupo de escritores Katelyn Tarver y Kevin Anyaeji, y es producido por  Wilkins. Fue lanzado el 18 de julio de 2014 como el Lead single del álbum. siendo esta una mezcla de R&B y pop con un gran protagonismo del Saxofón
La canción recibió críticas favorables por parte de la crítica, que elogiaron su instrumentación, la capacidad de atracción de la canción y la colaboración de Tempah. El 27 de julio de 2014, el sencillo fue número 1 de los charts Británicos, y también encabezó las listas de éxitos en Irlanda. En Reino Unido, se convirtió en la tercera mujer británica en lograr 4 números 1 en los charts. El video musical que lo acompaña muestra a Cheryl interpretando la canción en un club clandestino,junto a Tinie Tempah que hace un cameo. Ella promovió  la canción con una serie de presentaciones en vivo, incluyendo Britain's Got Talent y Summertime Bal de Capital FM, ay una entrevista en The Graham Norton Show.